# Antonio Tabucchi
Antonio Tabucchi (Pisa, 23. rujna 1943. – Lisabon, 25. ožujka 2012.) bio je talijanski književnik i jedan od najuglednijih europskih pisaca današnjice. Stručnjak za opus portugalskoga književnika Fernanda Pessoe, radio je kao profesor luzitanistike na Sveučilištu u Sieni. Preveo je niz Pessoinih djela na talijanski jezik.
U Hrvatskoj Tabucchi je najpoznatiji po knjizi Indijski nokturno (1984.), za koju je u Francuskoj dobio uglednu nagradu za strane pisce "Médicis étranger". Na portugalskom jeziku napisao je roman Rekvijem (1992.), u kojemu se pojavljuje Pessoa, dok mu je najcjenjenije djelo roman Pereira tvrdi (1994.). Piše kratke priče i eseje.

## Djela
- Il piccolo naviglio (1978.)
- Il gioco del rovescio e altri racconti (1981.)
- Donna di Porto Pim (1983.)
- Notturno indiano (1984.)
- Piccoli equivoci senza importanza (1985.)
- Il filo dell'orizzonte (1986.)
- I volatili del Beato Angelico (1987.)
- Pessoana mínima (1987.)
- I dialoghi mancati (1988.)
- Un baule pieno di gente. Scritti su Fernando Pessoa (1990.)
- L'angelo nero (1991.)
- Sogni di sogni (1992.)
- Requiem (1992.)
- Gli ultimi tre giorni di Fernando Pessoa (1994.)
- Sostiene Pereira. Una testimonianza (1994.)
- Dove va il romanzo (1995.)
- La testa perduta di Damasceno Monteiro (1997.)
- Marconi, se ben mi ricordo (1997.)
- L'Automobile, la Nostalgie et l'Infini (1998.)
- La gastrite di Platone (1998.)
- Gli Zingari e il Rinascimento (1999.)
- Si sta facendo sempre più tardi. Romanzo in forma di lettere (2001.)
- Autobiografie altrui. Poetiche a posteriori (2003.)
- Tristano muore. Una vita (2004.)
- Racconti (2005.)
- L'oca al passo (2006.)
- Il tempo invecchia in fretta (2009.)
- Viaggi e altri viaggi (2010.)
- Racconti con figure (2011.)

## Hrvatski prijevodi
- Neostvareni dijalozi, Durieux, 1996.
- Indijski nokturno, Ceres, 2001.
- Igra obrtanja: priče, Meandar, 2005.
- Tristano umire: jedan život, OceanMore, 2007.
- "Rekvijem: jedno priviđenje", za kojim slijedi esej "Glas, jezici (skitnja oko jednog romana)" (i Posljednja tri dana u životu Fernanda Pessoe u istoj knjizi), SysPrint, 2009.
- Izgubljena glava Damascena Monteira, Meandar, 2012.
- Pereira tvrdi, Meandarmedia, 2014.

## Vanjske poveznice
- Antonio Tabucchi na stranicama izdavačke kuće OceanMore  Arhivirana inačica izvorne stranice od 12. listopada 2011. (Wayback Machine)